# Баффетт, Уоррен
Уо́ррен Э́двард Ба́ффетт (англ. Warren Edward Buffett [ˈbʌfɪt]; род. 30 августа 1930, Омаха, Небраска) — американский предприниматель, один из крупнейших и наиболее известных в мире инвесторов с состоянием на апрель 2025 года в 162 миллиарда долларов (Forbes).
Уоррен Баффетт является одним из самых богатых людей в мире и в 2018 году третьим по размеру состояния жителем США. Известен под прозвищами «Провидец», «Волшебник из Омахи» (англ. Wizard of Omaha), «Оракул из Омахи» (англ. Oracle of Omaha). Один из крупнейших благотворителей в истории человечества: в июне 2010 года объявил о безвозмездной передаче своего состояния, которое на тот момент составляло около 37 млрд долларов, пяти благотворительным фондам().

## Биография
Уоррен Баффетт родился 30 августа 1930 года в Омахе (Небраска).
Он был вторым из трёх детей в семье и единственным сыном политика и предпринимателя Говарда Баффетта и его жены Лейлы Шталь. Первой школой Уоррена стала Rose Hill Elementary School в Омахе. После победы его отца на выборах в Конгресс США в 1942 году семья переехала в Вашингтон, где Уоррен Баффетт окончил Woodrow Wilson High School в 1947 году.
В 11 лет Уоррен Баффетт впервые попробовал себя на бирже. Вместе со своей сестрой Дорис он купил три привилегированные акции Cities Service по 38,25 доллара за штуку. Сначала их цена опустилась до 27 долларов, и Уоррен чувствовал себя виноватым, так как рисковал деньгами сестры. Потом цена поднялась до 40 долларов, и он продал акции, чтобы получить прибыль в 5 долларов (за вычетом комиссии). Через несколько дней цена акции поднялась до 202 долларов, и если бы Баффетт подождал, то смог бы получить прибыль около 500 долларов. Этот первый опыт научил Баффетта тому, что инвестор должен быть терпеливым и не паниковать, если цены падают; не продавать ради краткосрочной выгоды; быть уверенным в успехе, если вкладываешь чужие деньги.
В возрасте 13 лет Уоррен подал свою первую декларацию о доходах, в которой он заявил к вычету стоимость велосипеда и наручных часов, поскольку расходы на их приобретение были связаны с его работой в качестве разносчика газет.
В 1945 году, будучи студентом-второкурсником, Баффетт и его друг потратили 25 долларов на покупку подержанного автомата для пинбола, который они поместили в местной парикмахерской. В течение нескольких месяцев они установили ещё несколько автоматов в трёх разных парикмахерских в Омахе. Бизнес был продан в конце года за 1200 долларов ветерану войны.
В 1965 году Баффетт купил контрольный пакет акций производящей текстиль компании Berkshire Hathaway, которая стала его основной инвестиционной компанией на все последующие годы. В 1976 году Баффетт купил «National Indemnity Co», потом — GEICO, выложив за покупку соответственно 8,6 млн и 17 млн долларов. В период биржевого кризиса 1973 года приобрёл за 11 млн долларов акции газеты «Вашингтон Пост».
Баффетт обучался под руководством Бенджамина Грэма в Колумбийском университете. По словам Баффетта, именно Грэм заложил в него основы разумного инвестирования с помощью фундаментального анализа, и описывает его как человека, оказавшего наибольшее влияние на его жизнь после отца. Уоррен Баффетт придерживается стратегии долгосрочного инвестирования — средний срок владения акцией составляет 10 лет.
14 декабря 2004 года Билл Гейтс вошёл в совет компании Berkshire Hathaway как независимый директор, таким образом формализовав дружеские отношения с Баффеттом.
В 2008 году журнал Forbes поместил Уоррена Баффетта, владевшего 62 млрд долларов, на первое место в списке богатейших людей мира.
В 2009 году Баффетт купил железную дорогу Burlington Northern Santa Fe за 26 млрд долларов.
В 2011 году он впервые инвестировал в ИТ-компанию, купив 5,5 % акций IBM за 10,7 млрд долларов.
В том же году бизнесмен сыграл роль скупого кандидата на должность регионального менеджера в вымышленной компании Dunder Mifflin в 25/26 сериях 7 сезона американского сериала Офис.
В феврале 2018 года инвесткомпания Уоррена Баффетта Berkshire Hathaway совершила сразу несколько крупных покупок. Было приобретено 18,9 млн акций израильской фармацевтической компании Teva на 358 млн долларов и 31,2 млн акций Apple. При этом инвесткомпания практически полностью избавилась от акций IBM, сократив их с 37 млн до 2 млн.
В 2018 году Уоррен Баффетт занял 16-е место в списке самых влиятельных людей мира по версии журнала Forbes, в который он впервые вошёл в 2011 году.
В списке миллиардеров Forbes в 2018 году Баффетт занял третье место. Размер его капитала составил 84 миллиарда долларов.
21 февраля 2019 года Баффетт потерял более 4 миллиардов долларов за день из-за обрушения стоимости акций Kraft Heinz Co (KHC) с 47 до 35 долларов.
23 февраля 2019 года он опубликовал очередное письмо к акционерам, в котором впервые заявил об изменении подхода к оценке финансовых результатов компании Berkshire Hathaway. На протяжении более 50 лет основным критерием являлось процентное изменение балансовой стоимости на одну акцию, теперь же ориентиром стали операционные доходы.
В мае 2025 года он заявил, что покинет должность CEO компании Berkshire Hathaway до конца года.

## Принципы инвестирования
Уоррен Баффетт считает, что прогнозировать поведение рынка бессмысленно. Достичь долговременного успеха, по мнению Баффета, можно, лишь соблюдая определённые принципы, проявляя при этом терпение и бережливость.
Баффет утверждает, что цена и ценность — это не одно и то же: «Давным-давно Бен Грэм сказал мне о том, что цена — это то, что ты платишь, а ценность — то, что ты получаешь. Неважно, говорим мы о носках или об акциях, я люблю покупать тогда, когда цена максимально низка». Тем не менее это не значит, что следует покупать всё по дешёвке, равно как и покупать ценные вещи за огромные деньги. По мнению предпринимателя, «лучше купить невероятную компанию по обычной цене, чем обычную компанию по невероятной цене».
Будучи непримиримым противником биткойна, Баффетт неоднократно заявлял, что не намерен инвестировать в криптовалюту, считая её «инструментом для азартных игр», с которым «связано много мошенничества»: «Биткойн ничего не производит. Он не разговаривает с вами, он ничего не делает. Это словно какая-то морская ракушка, для меня это не инвестиции».

## Благотворительность
В 2000 году Уоррен Баффетт выставил на аукцион возможность отобедать с собой в ресторане Smith & Wollensky в Нью-Йорке, направив доход от аукциона на благотворительные цели.
Затем обед с Уорреном Баффетом вошёл отдельным лотом в ежегодный аукцион Power of One Auction Lunch, организуемый благотворительной организацией Glide совместно с eBay.
В 2007 обед с Баффеттом обошёлся победителю в 650 100 долларов.
В 2009 году эта сумма составила 1,68 млн долларов. В 2022 году она достигла отметки в 19 млн долларов.
В июне 2010 года Баффетт объявил о безвозмездной передаче своего состояния, или около 37 млрд долларов, пяти благотворительным фондам. Бо́льшая часть средств поступила в распоряжение фонда под управлением Билла и Мелинды Гейтс. Этот поступок стал самым щедрым актом благотворительности в истории человечества.
В ноябре 2022 года Уоррен Баффет сделал пожертвование в размере 750 млн долларов в виде акций компании Berkshire Hathaway четырём благотворительным фондам, которыми управляют его дети. 1,5 млн акций класса Б своего конгломерата Фонду Сьюзан Томпсон Баффет, названному в честь его первой жены. Он также передал по 300 тысяч акций класса Б трем фондам, которыми управляют его дети: Фонду Шервуда, Фонду Говарда Г. Баффета и Фонду NoVo.

## Личная жизнь
Состояние здоровья
В апреле 2012 года у Баффеттa был диагностирован рак простаты на второй стадии. 15 сентября 2012 Баффетт сообщил, что успешно прошёл полный 100-дневный курс радиотерапии и теперь полностью здоров.
В 2015 году инвестор рассказал, что оставаться энергичным и прекрасно себя чувствовать ему помогают пять банок кока-колы, которые он выпивает ежедневно.
Мировоззрение
В отношении веры в бога Баффетт назвал себя агностиком.

## Сочинения
- Уоррен Баффетт. Эссе об инвестициях, корпоративных финансах и управлении компаниями. — Альпина Паблишер, 2005.
- Уоррен Баффетт. Назад в школу! Бесценные уроки великого бизнесмена и инвестора. — М.: АСТ, 2010.